# Dynamo Czerniowce
Dynamo Czerniowce (ukr. Футбольний клуб «Динамо» Чернівці, Futbolnyj Kłub "Dynamo" Czerniwci) – ukraiński klub piłkarski z siedzibą w Czerniowcach.

## Historia
Chronologia nazw:
- 1940—1958: Dynamo Czerniowce (ukr. «Динамо» Чернівці)
- 1992—...: Dynamo Czerniowce (ukr. «Динамо» Чернівці)

Piłkarska drużyna Dynamo została założona w Czerniowcach latem 1940 roku.
W 1941 startował w Mistrzostwach obwodu czerniowieckiego oraz w Mistrzostwach Ukraińskiego Sportowego Towarzystwa "Dynamo". Jeszcze trwała II wojna światowa, kiedy to jesienią 1944 zespół przystąpił do rozgrywek Pucharu Ukraińskiej SRR. W 1945 występował w Spartakiadzie miast Ukrainy i zajął drugie miejsce. W 1948 zespół zmagał się w Mistrzostwach Ukrainy spośród drużyn kultury fizycznej, a w 1949 zespół uczestniczył w rozgrywkach Wtoroj grupy Mistrzostw ZSRR. Zajął końcowe 13. miejsce spośród 18 zespołów w ukraińskiej strefie.
W 1950 drużyna zdobyła Puchar Ukraińskiego Sportowego Towarzystwa "Dynamo". W latach 1950–1955 i 1958 Dynamo występowało w Mistrzostwach Ukrainy spośród drużyn kultury fizycznej. W 1951 nawet zostało wicemistrzem.
W 1950 i 1952 zespół dotarł do ćwierćfinału Pucharu Ukraińskiej SRR.
W 1958 zdobył Puchar obwodu czerniowieckiego i na długo znikł z piłkarskiej mapy Ukrainy.
Dopiero już w niezależnej Ukrainie został odrodzony klub Dynamo Czerniowce, który na poziomie amatorskim kontynuuje występy w rozgrywkach lokalnych.

## Sukcesy
- 13. miejsce w ukraińskiej strefie Drugiej Grupy Mistrzostw ZSRR: 1949

## Inne
- Spartak Czerniowce